# Wyrchari (obwód Kyrdżali)
Wyrchari (bułg. Върхари) – wieś w Bułgarii, w obwodzie Kyrdżali, w gminie Momcziłgrad. Według danych szacunkowych Ujednoliconego Systemu Ewidencji Ludności oraz Usług Administracyjnych dla Ludności, 15 grudnia 2018 roku miejscowość liczyła 159 mieszkańców.